# Буткара ступа
Ступата Буткара е важен будистки монумент в района на долината Суат в Пакистан.
Възможно е да е била построена от самия маурийски император Ашока, но най-общо се датира от малко след 2 век преди Христа. Размерът на ступата е бил увеличаван 5 пъти през следващите векове и всеки път тя е била надстроявана след капсулиране на предходната структура.
Ступата бива разкопана от италианска експедиция (IsIOAO: Istuto Italiano per l'Africa e l'Oriente – италиански институт за Африка и Ориента), водена от археолога Доменико Фасента от 1956, за да изясни отделните етапи от конструирането разширяването. Разкопките доказват, че ступата е „монументализирана“ чрез добавянето на гръцка архитектурна декорация през 2 век пр.н.е. Това подсказва директното участие на индо-гърците, владеещи северозападна Индия през този период на развитие на гръко-будистката архитектура.
Открит е индо-коринтски капител, представящ отдаден будист сред зеленина. Той има реликвариум и монети от крал Азес втори, погребан в основата и това сигурно датира скулптурата на по-рано от 20 година пр.н.е.
Смята се, че недалечните елинистични укрепления са от същото време. Голямо количество артефакти са запазени в градския музей за древно изкуство в Торино.

## Галерия
- Индо-коринтски капител: будистки поклонник с гръцка хламида с фибула. Буткара, национален музей за изкуство на Ориента, Рим
- Глава на Буда. Буткара, 1 – 2 век н.е.
- Будистки релеф на войн. Буткара, 1 век н.е.